# Violreveväxter
Violreveväxter (Mazaceae) är en familj av tvåhjärtbladiga växter. Violreveväxter ingår i plisterordningen. Enligt Catalogue of Life omfattar familjen Mazaceae 40 arter. 
Släkten enligt Catalogue of Life:
- Dodartia
- Lancea
- Mazus